# Schloss Kittlitz

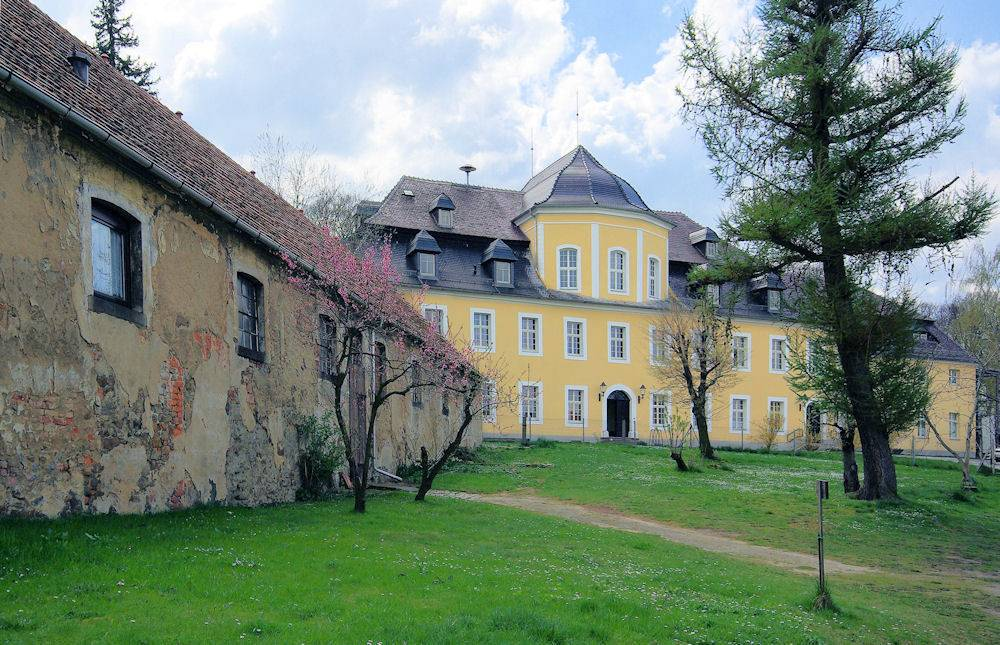
Schloss Kittlitz

Schloss Kittlitz ist ein historisches Gebäude im heutigen Löbauer Stadtteil Kittlitz. Es entstand aus einem mittelalterlichen Herrensitz und dient heute als Gemeindeamt und Kulturzentrum des Ortsteils.

## Geschichte
Kittlitz war vermutlich bereits im 10. Jahrhundert Standort einer slawischen Befestigungsanlage. Im Zuge der deutschen Besiedlungnahme der Oberlausitz wurde hier ein Burgward eingerichtet, der sich zum politischen und wirtschaftlichen Zentrum der Umgebung entwickelte. Im 12. Jahrhundert entstand ein befestigter Hof als Kern einer kleinen Wasserburg östlich der heutigen Weißenberger Straße. Westlich davon, ungefähr am heutigen Standort des Schlosses, befand sich das Rittergut Niederkittlitz.
Besitzer beider Güter waren bis 1368 die Herren von Kittlitz, welche als ältestes Adelsgeschlecht der Oberlausitz gelten und über verschiedene Steuerprivilegien und eine eigene Obergerichtsbarkeit verfügten. Mitte des 14. Jahrhunderts ging die Herrschaft über diese Herrengüter an die Familie von Nostitz bzw. die Familie von Gussigk über. Zeitweise befanden sich beide Rittergüter im Besitz des Johann von Gussigk, bevor 1527 eine erneute Teilung in Ober- und Niederkittlitz erfolgte. Bis 1704 (Oberkittlitz) bzw. 1750 (Niederkittlitz) gehörten diese der Adelsfamilie von Gersdorff, wurden dann jedoch an Karl Gotthelf von Hund und Altengrotkau verkauft. Mit diesem Verkauf verlagerte sich der Herrensitz endgültig zum Rittergut Niederkittlitz.
Die neuen Besitzer ließen das bestehende Herrenhaus entsprechend ihren Bedürfnissen umbauen und machten Schloss Kittlitz zu einem Zentrum der Freimaurerei, mit Gründung einer späteren Loge, die dann nach Görlitz ging. Karl Gotthelf von Hund und Altengrotkau gehörte zu den führenden deutschen Freimaurern und war ab 1743 Tempelherr und Heermeister der Provinz Niederdeutschland, später Oberhaupt aller deutschen Freimaurerlogen. Finanzielle Gründe zwangen ihn 1769 zum Verkauf seines Kittlitzer Besitzes. Erwerberin war die Gräfin Helena Isabella di Salmour, geb. Gräfin Lubieńska, die im Jahr zuvor das Rittergut Zabeltitz an die Wettiner hatte verkaufen müssen. Sie erwarb zugleich auch das benachbarte Schloss Unwürde. Sie war die Witwe des Grafen Giuseppe Antonio Gabaleone di Salmour aus dem Piemont, der Zabeltitz von seinem Onkel Graf Joseph Anton Gabaleon von Wackerbarth-Salmour zur Hochzeit geschenkt bekommen hatte. Im 19. Jahrhundert wechselten erneut die Besitzer. 1878 ließ der Eigentümer E. F. W. Fickler den Schlosspark anlegen. 1909 erwarb kurz vor seinem Tod der Rittmeister Hugo Freiherr von Salza und Lichtenau  (1862–1909), das Rittergut. Er war der jüngste Sohn des Hermann Freiherr von Salza und Lichtenau und der Mary Tunder und verheiratet mit der US-Amerikanerin Margaret Palmer Soutter, das Paar hatte drei Kinder, alle in Dresden geboren, dem Hauptwohnsitz der Familie. 1925 beinhaltete der Gutsbesitz einen Umfang von 300 ha und war verpachtet. Erbin war Margaret Freifrau von Salza und Lichtenau, den in den 1950er Jahren in Mehlem am Rhein lebte.
Während des Zweiten Weltkriegs war im Schloss und den Rittergutsgebäuden eine Versorgungseinheit der Wehrmacht stationiert. Nach Kriegsende beschlagnahmte die sowjetische Armee das Schloss und richtete ein Lazarett ein. Die freiherrliche Familie von Salza wurde entschädigungslos enteignet und vertrieben. Nach Abzug der Roten Armee 1947 bezog die Gemeindeverwaltung von Kittlitz das Schloss und richtete hier einen Kindergarten, den Schulhort und eine Gemeindeschwesternstation ein. Nach 1990 erfolgte die Sanierung durch den Heimat- und Schlossverein Kittlitz, der hier gelegentlich Veranstaltungen durchführt.

## Baubeschreibung

### Herrenhaus Oberkittlitz

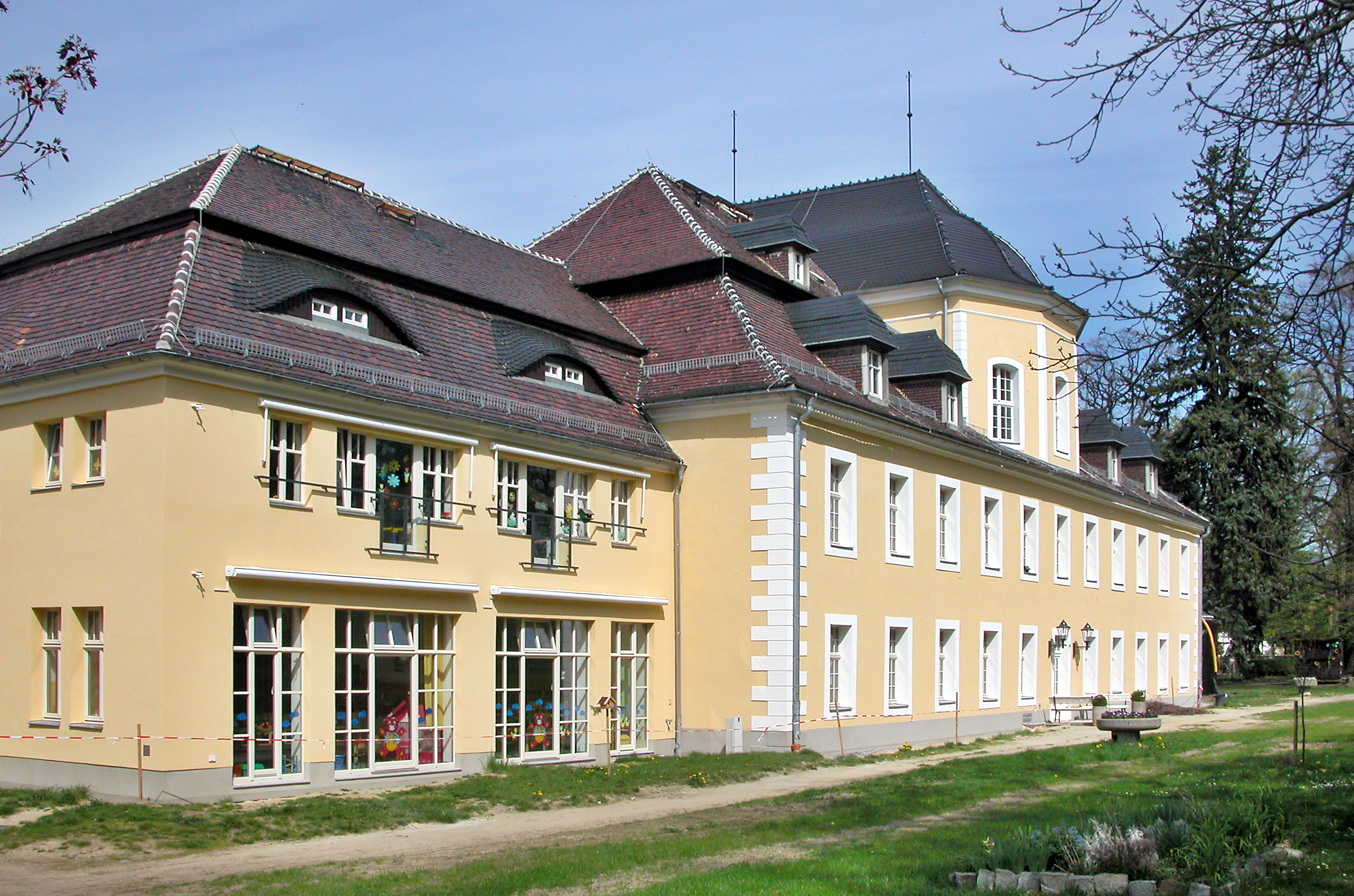
Schloss Kittlitz, Parkseite

Das ältere Herrenhaus entstand aus einer mittelalterlichen Wasserburg, welche vermutlich als befestigter Hof in der Nähe einer slawischen Wallanlage angelegt wurde. Von den einstigen Wallanlagen waren noch bis in die 1950er Jahre Reste des Trockengrabens und ein kleiner Teich zu sehen.
Nach mehrfachem Besitzerwechsel gelangte das Rittergut 1704 in die Hände der Familie von Hund und Altengrotkau, die beide im Ort bestehende Rittergüter vereinigten und den Sitz nach Niederkittlitz verlegten. Das Rittergut Oberkittlitz verlor damit seine Bedeutung und wurde fortan gewerblich genutzt. Im Nordflügel des östlichen Komplexes befand sich zeitweise ein Spital zur Versorgung kranker und pflegebedürftiger Dorfbewohner. In den Kellergewölben gab es später eine Brauerei mit Lagerkeller. Der größte zum Komplex gehörende Bau beherbergte bis 1958 eine Molkerei und diente zugleich als Getreidespeicher. Nach 1945 richtete hier die LPG Lagerräume ein. Weitere Gebäude wurden u. a. als Schafstall, Besamungsstation und MTS-Stützpunkt (Maschinen-Traktoren-Station) genutzt.

### Schloss Kittlitz (Niederkittlitz)

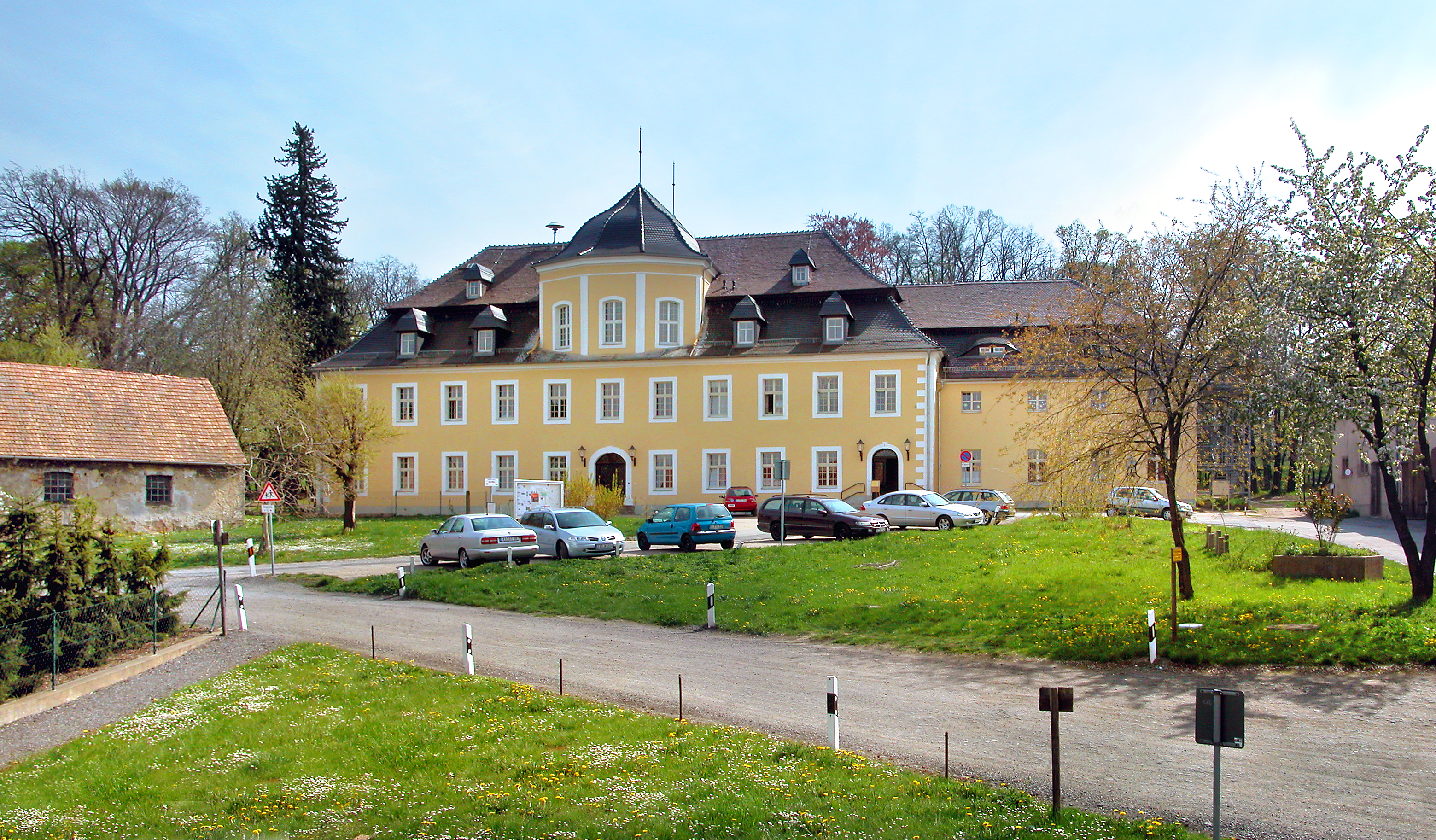
Schloss Kittlitz

Das Schloss geht vermutlich auf einen älteren Vorgängerbau zurück und wurde im 18. Jahrhundert grundlegend umgestaltet. Seitdem ist es ein zweigeschossiges Gebäude mit aufwändig gestaltetem Mansarddach und einem achteckigen turmartigen Aufbau mit geschweiftem Dach. Diese Oktogonalform geht auf Carl Gotthelf Freiherr von Hund und Altengrotkau zurück und findet sich in ähnlicher Form auch am Turm der Dorfkirche. Das Oktogon gehört zu den typischen Zeichen der Freimaurer, die im Schloss zu dieser Zeit einen Versammlungssaal unterhielten.
Sein heutiges Aussehen erhielt das Schloss beim letzten Umbau von 1909/10 durch den Freiherrn von Salza und Lichtenau. Dabei wurde an der Ostseite ein Wintergarten angebaut und die Eingangshalle mit dem Treppenaufgang neu gestaltet. Über dem nördlichen Eingang erinnert ein Wappen an die vorige Besitzerfamilie von Wunsch. Eine umfassende Sanierung erfolgte nach 1990.